# Маккензи
Маккензи (на английски: Mackenzie River) е река в северната част на Северна Америка, северозападната част на Канада, Северозападни територии. Дължината ѝ 4241 km, заедно със съставящите я реки Робска, Пийс и Финли ѝ отрежда 1-во място в Канада, 2-ро в Северна Америка след Мисисипи и 13-о в света. Дължината само на река Маккензи е 1738 km. Площта на водосборния ѝ басейн обхваща близо 20% от територията на Канада, а по среден годишен отток е на първо място в Канада, на второ в Северна Америка и на 14-о в света.

## Етимология
„Дех Чо“ е Дене името на река Маккензи, което се превежда буквално като „Голяма река“. Името в инуитския език Инувиалуктун, Куукпак също означава „Голямата или Великата река“. Племето гуичин наричат реката „Нагуичунжик“, което означава „река, течаща през голяма страна“. Нейното английско име произлиза от Александър Маккензи, първият европеец, който пътува по реката до устието и през 1789 г.

## Географска характеристика

### Извор, течение, устие
Река Маккензи изтича от западния ъгъл на Голямото Робско езеро, на 61°03′52″ с. ш. 116°27′20″ з. д. / 61.064444° с. ш. 116.455556° з. д. и 156 m н.в. Първите 463 km (287 мили) реката тече в посока запада и запад-северозапад, до устието на река Норт Нахани, като в този участък отляво се влива най-големият ѝ приток река Лиард и по течението ѝ има само две малки градчета – Форт Провидънс (727 жители) и Форт Симпсън (1216 жители).
През следващите 370 km до 832-рия километър – устието на Голямата Меча Река (десен приток, изтичаща от Голямото Мече езеро) реката тече на север-северозапад, като тук най-големият ѝ приток е река Кийл (ляв) и също има две малки градчета – Ригли и Тулита (505 жители, бивш Форт Норман).
От устието на Голямата Меча река Маккензи в общи линии тече на северозапад и след 900 km се влива чрез обширна делта в море Бофорт на Северния Ледовит океан. В този участък отляво в нея се вливат също големи притоци – Маунтин, Арктик Ред Ривър и Пийл. Тук по-големите селища са Норман Уелс (761 жители), Форт Гуд Хоп, Литъл Чикаго и Арктик Ред Ривър (Цигейтчик), а в района на делтата ѝ има няколко малки ескимоски селца.
Поради малкия си пад от 156 m на разстояние от 1738 km, което прави едва по 11 sm/km, реката тече бавно и мудно в широка долина с множество острови, протоци, странични канали и старици (изоставени меандри). Ширината ѝ варира от 2 до 5 km, а дълбочината – до 8 – 9 m, което я прави много удобна за корабоплаване през краткия летен сезон.

### Водосборен басейн, притоци
Площта на водосборния басейн на реката е 1 805 200 km2, който заема близо 20% от цялата територия на Канада. Маккензи е не само най-дългата канадска река, но и с най-големия водосборен басейн в страната. По площ на водосборния си басейн реката заема 2-ро място в Северна Америка след този на Мисисипи и 14-о място в света.
Водосборният басейн на реката обхваща части от три канадски провинции – Британска Колумбия, Алберта и Саскачеван и части от 2 канадски територии – Юкон и Северозападни територии (близо 90%).
Водосборният басейн на Маккензи граничи с няколко други големи водосборни басейни на други американски реки. На запад и югозапад границата на водосборния ѝ басейн минава по континенталния вододел на Северна Америка и граничи с водосборните басейни на реките Юкон, Стикин, Скина, Фрейзър и Колумбия, вливащи се в Тихия океан. На североизток водосборният ѝ басейн граничи с реките вливащи се директно в Северния ледовит океан – Андерсън, Хортън, Копърмайн, Бак и други по малки. На изток, югоизток и юг граничи с водосборните басейни на реките Телон, Чърчил и Нелсън, вливащи се в Хъдсъновия залив.
В басейна на реката се включват трите големи канадски езера Голямо Мече езеро, Голямо Робско езеро и Атабаска и още 6 езера с площ над 1000 km2 – Ла Мартър, Уоластън (втория по големина язовир в Канада), Клеър, Кри, Малко Робско езеро и Маккей.
В река Маккензи се вливат над 30 значителни реки, по-големи от които са:
- Голямо Робско езеро

- Робска река
- Бъфало
- Литъл Бъфало
- Хей
- Мариан
- Йелоунайф
- Локхарт
- Сноудрифт
- Талтсън

- Какиса (ляв)
- Хорн (десен)
- Бувър (ляв)
- Реднайф (ляв)
- Траут (ляв)
- Жан Мари (ляв)
- Спенс (десен)
- Рабитскин (десен)
- Лиард (ляв)

- Франсес (ляв)
- Дийзи (десен)
- Кечика (десен)
- Форт Нелсън (десен)
- Котанийл (ляв)
- Петитот (десен)
- Мъскег (ляв)
- Саут Нахани (ляв)

- Харис (ляв)
- Мартин (ляв)
- Трейл (десен)
- Норт Нахани (ляв)
- Рут (ляв)
- Уилоулейк (десен)
- Бетуейн Туо Маунтинс (десен)
- Ригли (ляв)
- Окра (десен)
- Джонсън (ляв)
- Блакуотър (десен)
- Дахадини (ляв)
- Салин (десен)
- Редстън (ляв)
- Кийл (ляв)
- Голяма Меча река (десен)
- Малка Меча река (ляв)
- Каркажу (ляв)
- Маунтин (ляв)
- Донъли (десен)
- Синту (ляв)
- Хеър Индиан Ривър (десен)
- Лун (десен)
- Тайдей (десен)
- Гилис (ляв)
- Госидж (ляв)
- Тъндър (десен)
- Трий (ляв)
- Рабит Хей (десен)
- Арктик Ред Ривър (ляв)
- Пийл (ляв)

- Огилви (ляв)
- Блакстоун (десен)
- Харт (десен)
- Уинд Ривър (десен)

- Ренглен (десен)

### Хидроложки показатели
Многогодишният среден дебит в устието на реката е 9700 m3/s, който прави река Маккензи най-пълноводната канадска река, втора в Северна Америка и 14-а в света. Годишно реката донася в Северния ледовит океан 325 km3 вода, което прави около 11% от общото количество вода донасяно от реките вливащи се в Северния ледовит океан. Максималният отток на реката е през август и достига до 31 800 m3/s, а минималният е през януари-февруари – 2130 m3/s. В горното си течение Маккензи замръзва за 5 – 6 месеца, а в долното – за 8 – 9 месеца. Ледовете се появяват през октомври-ноември и се стопяват през май, а в долното течение – през юни. Поради посоката на течението си от юг на север и поради факта, че в горното течение ледовете се стопяват преди долното, през месеците юни и юли се наблюдават големи наводнения и заливания на големи части покрай бреговете в долното ѝ течение. Река Маккензи е плавателна по цялото си протежение от 1738 km, но само през краткия (3 – 4 месеца) летен сезон.

## История
Инуитите инувиалуит живеят в едно зимно село, наречено Куукпак разположено в близост до устието на река Маккензи от 1400 г. до края на 19 век, когато то е изоставено след епидемия. Риболовни лагери, които датират от стотици години са били разположени по бреговете на реката. Семействата ловят риба от реката след това се преместват във вътрешността за лов на елени в планините Макензи или в тундрата на изток. Александър Маккензи и Джон Франклин посещават риболовните лагерите на реката по време на пътуванията си през 1789 г. и 1825 г. След двамата изследователи пристигат търговците и мисионерите. До 1859 г. са изградени няколко поста по реката като Форт Симпсън, Тулита и Форт Гуд Хоуп.
През лятото на 1920 г. е открит петрол на север от Тулита и канадското правителство предприема бързи стъпки за да си осигури правото на собственост върху земята от местните племена. Договорът става известен като Договор № 11. В началото на 20 век река Маккензи е основна транспортна артерия за пренос на стоки и товари като често метиси управляват корабите.
През 1942 г. започва строителството на газопровода Кенъл от Норман Уелс до Уайтхорс в Юкон.
През 1968 г. има предложение за създаване на северен газопроводен коридор, който да пренася природен газ от Северния ледовит океан до Албърта, по долината на река Маккензи.
В началото на 1970те лидерите на племената Дене поставят под въпрос валидността на Договор 11 като твърдят, че племената не са отстъпили контрола над северните земи, включително и над река Маккензи. Претенциите за земите са уредени с инувиалуит през 1984 г., с гуичин през 1992 г. и със сахту през 1994 г. С дехчо в южната част на реката все още няма договаряне.

## Откриване и изследване на реката
На 29 юни 1789 г. шотландският търговски агент Александър Маккензи, служител на „Северозападната компания“, търгуваща с ценни животински кожи, открива извора на реката в западния ъгъл на Голямото Робско езеро и до 14 юли открива и проследява цялото ѝ течение до делтата ѝ. Той нарича реката Дисапойнтмент (англ. Disappointment), т.е. разочарование, тъй като тя не го извежда на запад към Тихия океан, а на север към Северния ледовит океан. По-късно в чест на своя откривател реката е преименувана на негово име.
През август 1825 г. река Маккензи е за първи път грубо картирана и сравнително точно отразена на географската карта от великия английски полярен изследовател Джон Франклин.